# Sakarılıca, Mihalgazi
Sakarıılıca là một xã thuộc huyện Mihalgazi, tỉnh Eskişehir, Thổ Nhĩ Kỳ. Dân số thời điểm năm 2011 là 511 người.